# Rīkhalān
Rīkhalān (persiska: ريخَلان, ریخلان) är en ort i Iran.   Den ligger i provinsen Kurdistan, i den nordvästra delen av landet, 500 km väster om huvudstaden Teheran. Rīkhalān ligger 1 289 meter över havet och antalet invånare är 299.
Terrängen runt Rīkhalān är huvudsakligen kuperad, men den allra närmaste omgivningen är platt.Runt Rīkhalān är det ganska tätbefolkat, med 60 invånare per kvadratkilometer. Närmaste större samhälle är Marivan, 6,9 km norr om Rīkhalān. Trakten runt Rīkhalān består till största delen av jordbruksmark.